# Krigsturisme
Ordet krigsturisme bliver brugt dels om det fænomen at (ferie)rejse til områder, hvor der aktuelt foregår krigshandlinger for derigennem at opleve den spænding og de (kultur)chok som faren og førstehåndsoplevelsen fører med sig. I denne betydning af ordet må krisgsturisme betragtes som oplevelsesrejse i sin mest ekstreme form, på linje med river-rafting eller trekking i Himalaya. Såvel Israel og Irak som Balkan og Afghanistan har været og er mål for denne type turisme. Denne tematik bliver behandlet af den norske forfatter Erik Bakken Olafsen i den delvis selvbiografiske roman Turisten (Gyldendal Norsk Forlag, 2007). (Bogen er ikke oversat til dansk, men er udførlig beskrevet af Klaus Rothstein i en anmeldelse i Weekendavisen den 1. februar 2008.)
En mere fredelig og almindelig form for krigsturisme er at opsøge historiske steder, hvor der tidligere har fundet krigshandlinger sted, for gennem selvoplevelsen at kunne sætte sin historiske interesse ind i den aktuelle geografiske ramme. Populære steder er da middelalderens borge og byer, historiske slagmarker, eller de store befæstninger, der står tilbage efter 1. og 2. verdenskrig. Denne form for turisme omtales også som ”slagmarksturisme” (Battlefield tourism). Krigsturister af denne type kommer ikke for spændingens eller farens skyld, men for at reflektere over historiens gang på det sted, hvor begivenhederne udspillede sig, og dermed at sætte historisk viden ind i den rette kontekst. 
Danmark byder på adskillige muligheder for at dyrke den sideste form for krigsturisme, idet landet både har vikingeborge (Aggersborg, Fyrkat og Trelleborg), grænsebefæstninger (Dybbøl) og hele befæstningsanlæget omkring København. Vil man køre et halvt hundrede kilometer ned i Tyskland, kan man også opleve den gamle grænsevold, Dannevirke.

## Atlantvolden
Mest markant i landskabet er imidlertid nok de befæstningsanlæg, den tyske værnemagt efterlod sig efter 2. verdenskrig; Bunkerne langs vestkysten, en del af Hitlers berygtede Atlantvold. Stort set langs hele vestkysten og mange steder inde i landet kan man finde betonkolosserne, der under denne sidste store krig skulle afslå et allieret invasionsforsøg på den jyske kyst. Ja, faktisk strækker volden sig fra det nordligste Norge til Pyrenæerne ved den spanske grænse.
Mange steder langs Atlantkysten er der indrettet museer, ofte som "frilands", dvs. hvor området omkring befæstningen bliver passet, men ellers få lov at stå, som det så ud ved krigsafslutningen i 1945. Nogle steder er enkelte af bunkerne indrettet som de så ud under krigen. I Danmark kan sådanne museer findes i bl.a. Frederikshavn, ved Hirtshals og Hanstholm, ved Oksby og nær Viborg.

## Den kolde krig
Også den Kolde Krig har efterladt befæstninger i Danmark. De to største er Langelandsfortet, der vogtede den vestlige del af Østersøen, og Stevnsfortet, der beskyttede indsejlingen til København. Begge forter har være udfaset af Forsvaret siden år 2000, og sidstnævnte åbner som koldkrigsmuseum i 2008. Langelandsfortet er allerede et museum. 
Der er således rige muligheder for at dyrke den fredelige form for krigsturisme langs Nordeuropas kyster og ikke mindst i Danmark.

## Eksterne links
- AtlantikWall.dk – Oplev atlantvolden i Danmark som den er i dag – find stederne her.
- Krigsturist (Dansksproget side om krigsturisme) Arkiveret 10. november 2020 hos  Wayback Machine
- War Tourist (Engelsksproget side om krigsturisme) Arkiveret 10. november 2020 hos  Wayback Machine
- spor af anden verdenskrig i Europa
- (Anmeldelse i Weekendavisen 1. feb. 2008)